# 波斯纳–罗宾逊定理
波斯納–羅賓遜定理（英語：Posner–Robinson Theorem）是可计算性理论中关于不可解度的定理。

## 定理
设 {\displaystyle B\subseteq \mathbb {N} } 不可计算，则存在集合 {\displaystyle G} 令 {\displaystyle G\oplus B\geq _{T}G^{\prime }}。

## 证明
这一定理证明如下：令 {\displaystyle \Phi _{G}\subseteq \omega \times \{0,1\}\times 2^{<\omega }}，则 {\displaystyle \Phi _{G}} 可以看作是一个函数 {\displaystyle 2^{\omega }\to 2^{\omega }}，具体定义为 {\displaystyle a\in \Phi _{G}(X)} 当且仅当存在 {\displaystyle n\in \omega } 使 {\displaystyle (a,1,X|n)\in \Phi _{G}}。
然而 {\displaystyle \Phi _{G}} 的每一个元素都可以用自然数编码，因此 {\displaystyle \Phi _{G}} 本身也是 {\displaystyle 2^{\omega }} 的元素，因此可以求出其图灵跳跃。显然 {\displaystyle \Phi _{G}(X)} 可以从 {\displaystyle \Phi _{G}\oplus X} 计算得出，因此假若存在 {\displaystyle \Phi _{G}} 使得 {\displaystyle \Phi _{G}(X)=\Phi _{G}^{\prime }}，则 {\displaystyle \Phi _{G}\oplus X\geq _{T}\Phi _{G}^{\prime }}。因此证明过程只需给出构造 {\displaystyle \Phi _{G}} 的方法。
为了构造 {\displaystyle \Phi _{G}}，我们给出一对序列 {\displaystyle (\Phi _{p},{\bar {X}}_{p})_{p\in \omega }}，其中：
- {\displaystyle \Phi _{p}\subseteq \omega \times \{0,1\}\times 2^{<\omega }}
- {\displaystyle {\bar {X}}_{p}\subseteq 2^{\omega }}

该序列满足以下条件，若 {\displaystyle q>p} 则有：
1. {\displaystyle \Phi _{p}\subseteq \Phi _{q}} 且 {\displaystyle {\bar {X}}_{p}\subseteq {\bar {X}}_{q}}
2. 若 {\displaystyle X\in {\bar {X}}_{p}} 则 {\displaystyle \Phi _{q}(X)=\Phi _{p}(X)}
3. 若 {\displaystyle (x_{p},y_{p},\eta )\in \Phi _{q}\backslash \Phi _{p}} 且 {\displaystyle (x_{q},y_{q},\sigma )\in \Phi _{p}} 则 {\displaystyle \vert \eta \vert >\vert \sigma \vert }

首先令 {\displaystyle \Phi _{0}={\bar {X}}_{0}=\varnothing }，其后对任何 {\displaystyle (\Phi _{p},{\bar {X}}_{p})} 如下构造 {\displaystyle (\Phi _{p+1},{\bar {X}}_{p+1})}：令 {\displaystyle \phi _{p}:=\exists n\,\theta _{p}(n,Z\vert n)} 为编号为 {\displaystyle p} 的 {\displaystyle \Sigma _{1}^{0}} 公式（详见算数阶层）。为了让 {\displaystyle \Phi _{G}(B)=\Phi _{G}^{\prime }}，我们需要让 {\displaystyle \phi _{p}\in \Phi _{G}(B)} 当且仅当 {\displaystyle \vDash \exists n\,\theta _{p}(n,\Phi _{G}\vert n)}。这是一个自引用的定义：我们需要在 {\displaystyle \Phi _{p}} 中加入 {\displaystyle B} 枝上的元素以表达 {\displaystyle \phi _{p}} 为真或为假，但是若 {\displaystyle \phi _{p}} 需要为假，则加入元素的过程本身却可能将其变为真，这便是需要 {\displaystyle {\bar {X}}_{p}} 以控制之后可能加入的元素的原因。考虑以下两种情况：
- 若存在 {\displaystyle \Psi \supseteq \Phi } 满足条件3，且在 {\displaystyle {\bar {X}}_{p}\cup \{B\}} 上不变（即满足条件2），则令 {\displaystyle \Phi _{p+1}:=\Psi \cup \{(p,1,B\vert n)\}}、{\displaystyle {\bar {X}}_{p+1}:={\bar {X}}_{p}}（{\displaystyle n} 是满足条件3的足够大的自然数）。
- 若不存在如上所述的集合 {\displaystyle \Psi }，则对任何满足条件3的集合 {\displaystyle \Psi \supseteq \Phi } 均有 {\displaystyle X\in {\bar {X}}_{p}\cup \{B\}} 使 {\displaystyle \Psi (X)\neq \Phi (X)}。定义类 {\displaystyle {\mathcal {Z}}} 如下：

{\displaystyle {\bar {Z}}\in {\mathcal {Z}}} 当且仅当存在满足条件3的集合 {\displaystyle \Psi \supseteq \Phi }，使若存在 {\displaystyle n<\vert \Psi \vert } 使公式 {\displaystyle \theta _{p}(n,\Psi \vert n)} 得以满足，则存在 {\displaystyle (a,b,X)\in \Psi \backslash \Phi } 使 {\displaystyle X\in {\bar {Z}}}。
显然 {\displaystyle {\bar {X}}_{p}\cup \{B\}\in {\mathcal {Z}}}。注意观察 {\displaystyle {\mathcal {Z}}} 的定义：这里只有 {\displaystyle \Psi } 上的全称量词是无界量词，所以 {\displaystyle {\mathcal {Z}}} 是 {\displaystyle \Pi _{1}^{0}} 类。因此，根据锥不相交定理，存在 {\displaystyle {\bar {Z}}\in {\mathcal {Z}}} 使 {\displaystyle {\bar {Z}}\not \geq _{T}B}，也即 {\displaystyle B\not \in {\bar {Z}}}。因此只需令 {\displaystyle \Phi _{p+1}:=\Phi _{p}\cup \{(p,0,B\vert n)\}}、{\displaystyle {\bar {X}}_{p+1}:={\bar {X}}_{p}\cup {\bar {Z}}}。
根据以上描述的序列，显然 {\displaystyle \Phi _{G}:=\bigcup _{i\in \omega }\Phi _{i}} 满足 {\displaystyle \Phi _{G}(B)=\Phi _{G}^{\prime }}，故定理得证。这一证明方式叫做隈部–斯莱曼力迫法。

## 定理
- 波斯特定理
- 克莱尼–波斯特定理
- 弗里德堡–穆奇尼克定理
- 波斯纳–罗宾逊定理
- 跳躍逆轉定理